# L'Honneur du samouraï
L'Honneur du samouraï est le dixième tome de la série Michel Vaillant. Il a pour thème principal la conquête du titre de champion du monde des conducteurs de Formule 1.

## Synopsis
Vexé par le refus du constructeur Henri Vaillant de lui vendre une nouvelle Vaillante F1, le pilote japonais Yori Yoshisa s'est juré de battre Michel Vaillant au championnat du monde des pilotes. Il engage une Lotus à moteur Honda et avec des moyens limités affronte la puissante usine sur les onze grands prix de la saison.

## Véhicules remarqués

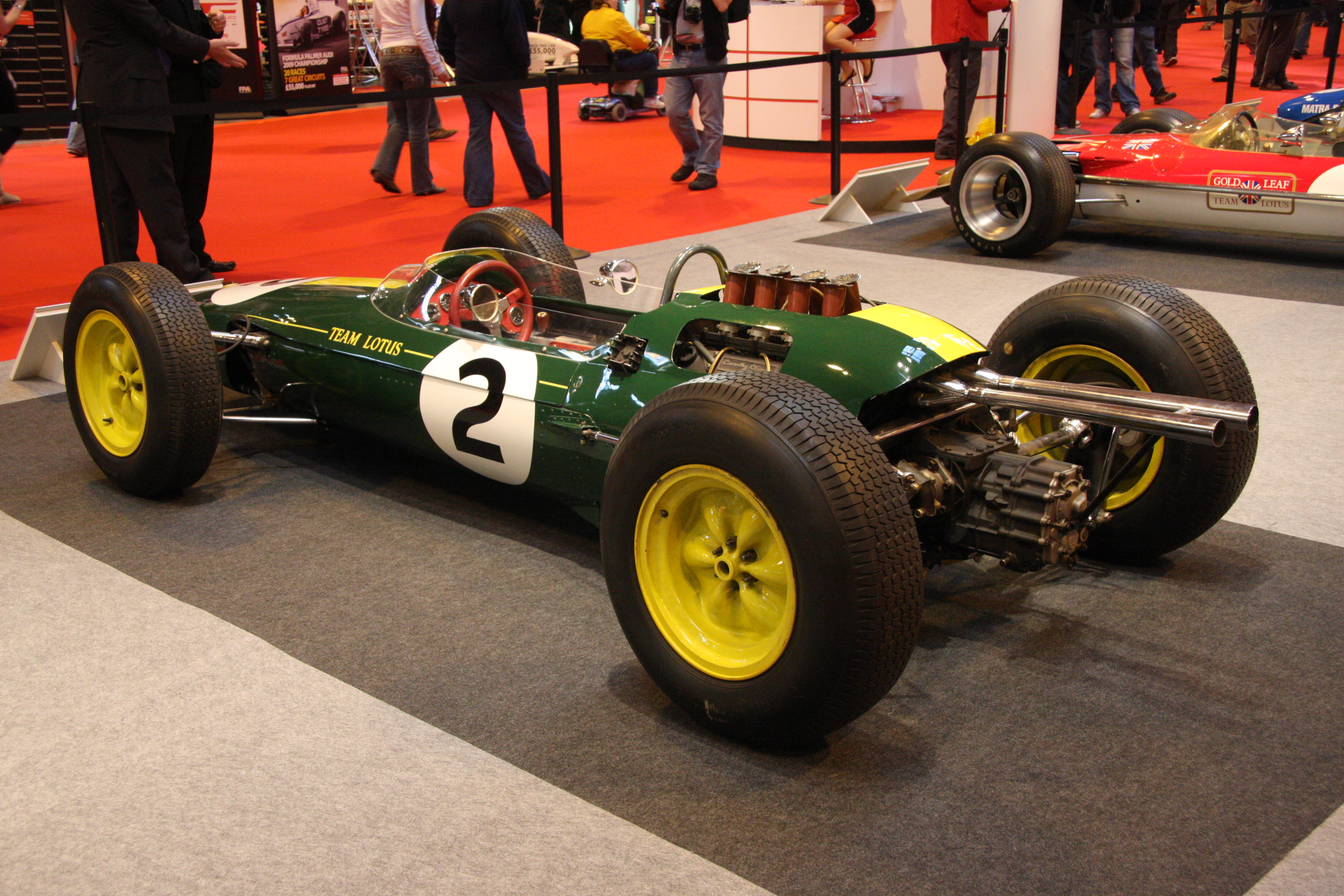
La Lotus 25 de Jim Clark, principale concurrente des Vaillante dans l'album.

### Formule 1
- Lotus 25
- BRM P261
- Ferrari 158

### Véhicules fictifs
- Vaillante Le Mans GT 1964
- Vaillante Concorde
- Vaillante Junior 1964
- Vaillante Marathon coupé
- Vaillante Ipharra
- Vaillante France
- Vaillante Junior Sport
- Vaillante Fontainebleau
- Vaillante GT-X1 (prototype)
- Vaillante F1 1964

## Publication

### Revues
Les planches de L'Honneur du samouraï furent publiées dans le Journal de Tintin entre le 18 février et le 15 septembre 1964 (n° 7/64 à 37/64).

### Album
Le premier album fut publié aux Éditions du Lombard en 1966 (dépôt légal 04/1966).